# Sinosticta debra
Sinosticta debra – gatunek ważki z rodziny Platystictidae. Stwierdzony wyłącznie w północnej części prowincji Guangdong w południowo-wschodnich Chinach.